# Szilágyi Béla (színművész, 1836–1899)
Szilágysomlyói Szilágyi Béla (Buda, 1836. február 15. – Budapest, 1899. augusztus 2.) színész, színigazgató, Pest vármegyei levéltári hivatalnok.

## Pályafutása
1836. február 17-én keresztelték a budavári római katolikus plébánián. Részt vett mint honvéd 1849-ben 13 éves korában Budavár vívásában és több ütközetben. Színészi pályáját Havi Mihálynál kezdte, majd Erdélyben és Miskolcon játszott. 1852-ben az egyesült arad-nagyvárad-kolozsvári színtársulat énekese volt, négy éven át. 1857-ben került a Nemzeti Színházhoz, ahol ez év augusztus 3-án mutatkozott be a Parlagi Jancsiban, nejével, s ezt a kritikát kapta: „Kellemes külsejű, beszédre szép hangú színész. Ezenkívül nem kis mértékben bír azon természeti adománnyal, hogy a legnagyobb folyékonysággal, könnyűséggel beszél." (Pesti Napló, 1857. aug. 5.) Augusztus 9-én a Dalos Pista c. népszínműben, augusztus 11-én a Női harc c. vígjátékban vendégszerepelt. 1861-től Molnár György társulatánál a Budai Népszínházban volt színész és operettrendező. Molnár távollétében művészeti vezetőként működött. Az 1862–1863. években vidéken járt, majd miután az igazgató ellen a városi törvényszék csődöt rendet el, 1864 nyarán önállósítsa magát, és társulatot alapított a tagokból, mint például Krecsányi Sarolta operettprimadonna, vagy Együd István. Igazgatásának első állomáshelye 1864 novemberétől egy évadra az aradi Hirschl-ház volt. 1865 áprilisának közepéig léptek fel itt. 116 előadást tartottak, de a színház nézőtere ritkán telt meg. 1865 nyarán Nagybecskereken az adósságok terhe alatt a társulat egy része távozott az együttesből. 1967-ig működött igazgatóként. 1868 és 1874 között a Kolozsvári Színházban játszott. 1870-től feleségével, Víg Rózával Aradra szerződött. 1872. december 20-án fellépett vendégként a Nemzeti Színházban, a Tündérujjak c. ötfelvonásos színmű Kerbrian Richárd szerepében. 1874–től 1878-ig a székesfehérvári társulat művészeti vezetője volt, Károlyi Lajos társaságában színigazgató volt. 1880. április 27-én Kolozsvárott megülte 30 éves jubileumát A tévedt nő című operában, mint Germond György. 1881. október havában itt korcsmát nyitott. (Lásd: „Magyar Polgár, 1881. okt. 16.) 1883–84 telén Marosvásárhelyt volt színigazgató, ám nem kísérte siker a működését, s ezután visszavonult. Halálát tüdőgümőkór okozta. Koporsója felett Hidvégi Ernő mondott búcsúbeszédet.

## Családja

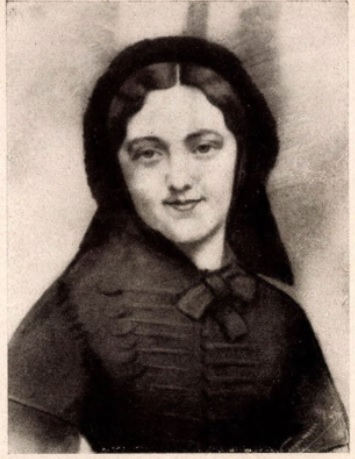
Szilágyi Béla első feleségének Harmath Ida énekesnőnek a portréja a Magyar színművészeti lexikonban (1931)

Szilágyi Pál színész és torboszlói Bereczky Julianna fia. Nagyapja Kelemen László első magyar színigazgató volt. Testvére Bulyovszkyné Szilágyi Lilla. Első felesége: Harmath Ida, második felesége: Vigh (Lustig) Róza (1844–1876) énekesnő, a pesti német színház, később a Népszínház tagja, akivel 1864 június havában volt a házassága egy Pest melletti faluban. Harmadik felesége Horváth Aranka volt, aki azonban nem volt szinésznő. Meghalt 1901. november 21-én, Budapesten. Gyermekei: ifjabb Szilágyi Béla, Szilágyi Dezső és Szilágyi Aladár színészek. Négy másik gyermeke nem a színészi pályát választotta: Szilágyi Erzsi (Melléki Gézáné), budai postaigazgató neje, Szilágyi Ilonka, Szilágyi Rózsi, tanítónő Hatvanban, Szilágyi Juliska postamesternő.

## Fontosabb szerepei
- Tympanon (Offenbach: Dunanan apó)
- Zsigmond (Strauss: Metuzalem herceg)
- Binet (Offenbach: A papagáj)
- Kancsukow (Suppé: Fatinicza)
- Germont (Verdi: Traviata)

## Fontosabb rendezése
- Papp Miklós: Az ördög bibliája

## Működési adatai
- 1850: Győr

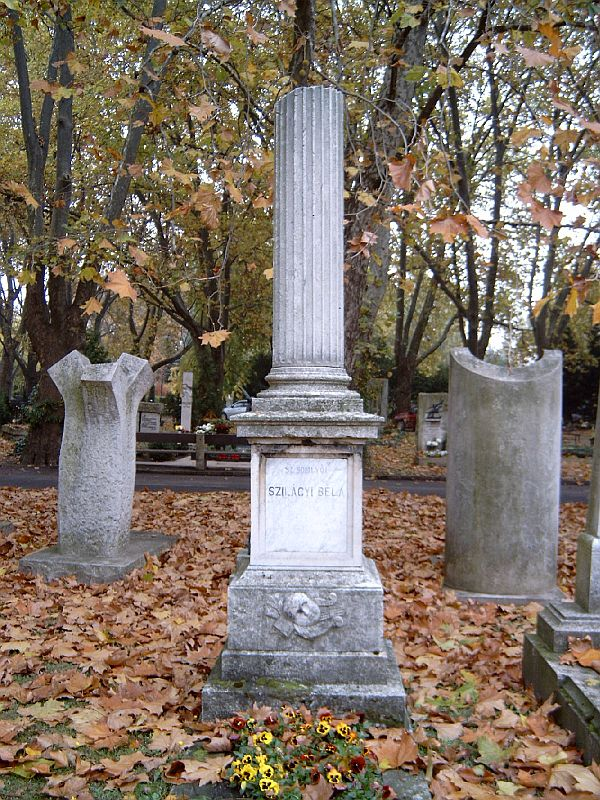
Sírja a Fiumei úti sírkertben, 2001-ben (34/1-2-30)

- 1852–55: Temesvár, Arad, Nagybecskerek, Lugos, Kolozsvár
- 1854: Szeged
- 1855–57: Szeged, Szabadka
- 1857–59: Miskolc–Kassa
- 1859: Debrecen, pesti Nemzeti Színház
- 1863: Balatonfüred
- 1863–64: Nemzeti Színház
- 1864–68: Arad, Marosvásárhely
- 1868–74: Kolozsvár, Arad, Buda
- 1874: Sopron
- 1874–1878: Székesfehérvári Társulat
- 1878–81: Kolozsvár

## Munkája
- Színigazgatása alatti dalszíntársulat törvény czikkelei. Arad, év n.